# Tehniška založba Slovenije
Tehniška založba Slovenije (Tehniška založba Slovenije, d.d., skrajšano TZS, d.d.) je slovenska založba s sedežem v Ljubljani, ki se ukvarja z izdajanjem knjig in revij s področja poljudne tehnike in znanosti. To vključuje učbenike za pouk tehnične vzgoje na osnovnih šolah in tehnične predmete na poklicnih ter srednjih šolah in priročnike za vse stopnje izobraževanja.
Nastala je kot Zavod življenje in tehnika znotraj Zavoda Ljudska tehnika, v Tehniško založbo Slovenije se je preimenovala leta 1967. V devetdesetih letih se je preoblikovala v delniško družbo in v tej obliki deluje še danes. Založniški program enakovredno sestavljajo učbeniki in priročniki za šole, strokovni priročniki in poljudnoznanstvena literatura ter revije. Izdaja dve reviji, Življenje in tehnika ter TIM.